# Iveco MTV
L'Iveco Medium Tactical Vehicle è un veicolo per trasporto truppe progettato da Iveco Defence Vehicles per rispondere a una specifica delle Forze armate dei Paesi Bassi, dove è denominato Manticore.

## Sviluppo
Il 15 agosto 2019 è stato annunciato agli Stati generali dei Paesi Bassi che il Ministero della difesa aveva selezionato Iveco Defense Vehicles per fornire nuovi veicoli blindati su gomma. Il contratto prevedeva l'acquisto di 918 veicoli e di 120 sistemi d'arma a controllo remoto, con un'opzione per ulteriori 357 veicoli e 10 RCWS firmata nel dicembre 2020.
Nel 2020 il Ministero della difesa ha annunciato che 90 dei veicoli opzionati che avrebbero dovuto essere consegnati al Korps Mariniers non sarebbero stati acquistati a causa delle dimensioni incompatibili con i mezzi da sbarco ma sarebbero stati sostituiti con veicoli ruotati anfibi. Complessivamente sono stati acquistati 489 veicoli hard-top, 236 veicoli soft-top, 254 pick-up, 148 ambulanze e 58 veicoli di sicurezza, per un totale di 1 185 esemplari.
Il primo MTV è stato consegnato alle Forze armate dei Paesi Bassi il 30 novembre 2023 e sostituirà progressivamente i fuoristrada Mercedes-Benz 280CDI e 290GD dell'esercito, i Land Rover Wolf della Marina e gli YPR-765 dell'aeronautica e della Marechaussee.

## Varianti
- Hard-top: versione in grado di ospitare il conducente e altri 3 occupanti e con carico utile di 1 500 kg che può essere dotata di una torretta remotizzata FN deFNder Light con una FN MAG; il vano di carico posteriore è dotato di slitte e vani che possono essere modificati in base alla missione;[5]
- Soft-top: versione in grado di ospitare il conducente e altri 3 occupanti, con carico utile di 1 800 kg e con tetto e finestrini rimovibili che può essere dotata di una mitragliatrice Browning M2, FN MAG o FN Minimi, di un lanciagranate Heckler & Koch GMW oppure di missili anticarro Spike;[5]
- Pick-up: versione con cabina corta da due occupanti e una serie di moduli installabili per un carico utile di 2 000 kg;[5]
- Ambulanza: versione blindata da evacuazione e trasporto feriti con capacità di carico di due barelle o di una barella e due feriti seduti;[5]
- Veicolo di sicurezza: versione dotata di lampeggianti e sirena in grado di ospitare 7 occupanti oltre al guidatore; è prevista in variante trasporto truppe e veicolo di comando per la Koninklijke Marechaussee, con una FN MAG in torretta manuale o remotizzata, e in versione veicolo di sicurezza per la Koninklijke Luchtmacht con una FN MAG in torretta remotizzata.[5]

## Utilizzatori
Paesi Bassi
- Koninklijke Landmacht

948 veicoli di tipo hard-top, soft-top, pick-up e ambulanza.
- Korps Mariniers

108 veicoli di tipo soft-top e ambulanza modificati per aumentare la profondità di guado.
- Koninklijke Luchtmacht

94 veicoli di tipo hard-top, pick-up, ambulanza e veicoli di sicurezza.
- Koninklijke Marechaussee

28 veicoli di sicurezza.
- Defensie Ondersteuningscommando

6 ambulanze.